# Diana Saravia
Diana Saravia Olmos es una escribana y política uruguaya, perteneciente al Partido Colorado.

## Biografía
Hija de Diana Olmos Almeida y el caudillo político Basilicio Saravia Ferreira, descendiente del general colorado Basilicio Saravia, hermano del caudillo blanco Aparicio Saravia.
En las elecciones de 1989, obtiene una banca de diputada por el departamento de Treinta y Tres en la lista de la Cruzada 94 de Pablo Millor, que respaldaba la candidatura presidencial de Jorge Pacheco Areco. Ya para las elecciones de 1994 se separa de Millor y acompaña a Julio María Sanguinetti, incorporándose pronto al Foro Batllista. Es reelecta en 1999.
Al final del gobierno de Jorge Batlle Ibáñez, durante unos meses ocupó la subsecretaría del Ministerio del Interior, acompañando al titular Alejo Fernández Chaves.
En 2008 adhirió al movimiento Vamos Uruguay; en las internas de 2009 obtuvo una excelente votación en su departamento.